# Axel Rauschenbach
Axel Rauschenbach (ur. 14 lipca 1967 w Dreźnie) – niemiecki łyżwiarz figurowy, startujący w parach sportowych. Uczestnik igrzysk olimpijskich (1992, 1994), wicemistrz Europy (1989), dwukrotny mistrz NRD (1989, 1990) oraz dwukrotny mistrz Niemiec (1991, 1994). Zakończył karierę amatorską w 1994 roku.
Jego żoną jest mistrzyni olimpijska 1980 z Lake Placid Anett Pötzsch, zaś pasierbicą Claudia Rauschenbach.

## Osiągnięcia

### Z Gläser
| Zawody               | 93–94          |                |                |                |                |                |                |                |                |                |                |                |                |                |                |                |                |
| Międzynarodowe       | Międzynarodowe | Międzynarodowe | Międzynarodowe | Międzynarodowe | Międzynarodowe | Międzynarodowe | Międzynarodowe | Międzynarodowe | Międzynarodowe | Międzynarodowe | Międzynarodowe | Międzynarodowe | Międzynarodowe | Międzynarodowe | Międzynarodowe | Międzynarodowe | Międzynarodowe |
| -------------------- | -------------- | -------------- | -------------- | -------------- | -------------- | -------------- | -------------- | -------------- | -------------- | -------------- | -------------- | -------------- | -------------- | -------------- | -------------- | -------------- | -------------- |
| Igrzyska olimpijskie | 13             |                |                |                |                |                |                |                |                |                |                |                |                |                |                |                |                |
| Mistrzostwa świata   | 14             |                |                |                |                |                |                |                |                |                |                |                |                |                |                |                |                |
| Mistrzostwa Europy   | 10             |                |                |                |                |                |                |                |                |                |                |                |                |                |                |                |                |
| Nations Cup          | 5              |                |                |                |                |                |                |                |                |                |                |                |                |                |                |                |                |
| Skate America        | 7              |                |                |                |                |                |                |                |                |                |                |                |                |                |                |                |                |
| Krajowe              |                |                |                |                |                |                |                |                |                |                |                |                |                |                |                |                |                |
| Mistrzostwa Niemiec  | 1              |                |                |                |                |                |                |                |                |                |                |                |                |                |                |                |                |

### Z Wötzel
| Zawody               | 87–88          | 88–89          | 89–90          | 90–91          | 91–92          |                |                |                |                |                |                |                |                |                |                |                |                |
| Międzynarodowe       | Międzynarodowe | Międzynarodowe | Międzynarodowe | Międzynarodowe | Międzynarodowe | Międzynarodowe | Międzynarodowe | Międzynarodowe | Międzynarodowe | Międzynarodowe | Międzynarodowe | Międzynarodowe | Międzynarodowe | Międzynarodowe | Międzynarodowe | Międzynarodowe | Międzynarodowe |
| -------------------- | -------------- | -------------- | -------------- | -------------- | -------------- | -------------- | -------------- | -------------- | -------------- | -------------- | -------------- | -------------- | -------------- | -------------- | -------------- | -------------- | -------------- |
| Igrzyska olimpijskie |                |                |                |                | 8              |                |                |                |                |                |                |                |                |                |                |                |                |
| Mistrzostwa świata   | 8              |                | 7              |                |                |                |                |                |                |                |                |                |                |                |                |                |                |
| Mistrzostwa Europy   | 5              | 2              |                | 5              | 6              |                |                |                |                |                |                |                |                |                |                |                |                |
| Skate America        |                |                |                | 3              |                |                |                |                |                |                |                |                |                |                |                |                |                |
| Trophée de France    |                | 2              | 1              |                |                |                |                |                |                |                |                |                |                |                |                |                |                |
| Krajowe              |                |                |                |                |                |                |                |                |                |                |                |                |                |                |                |                |                |
| Mistrzostwa Niemiec  |                |                |                | 1              | 2              |                |                |                |                |                |                |                |                |                |                |                |                |
| Mistrzostwa NRD      | 2              | 1              | 1              |                |                |                |                |                |                |                |                |                |                |                |                |                |                |